# Sinsheim (Elsenz) Hauptbahnhof
Sinsheim (Elsenz) Hauptbahnhof, bis 2010 Sinsheim (Elsenz) Bf, liegt an der Bahnstrecke Neckargemünd–Bad Friedrichshall. Der Bahnhof gehört zum Verbundgebiet des Verkehrsverbundes Rhein-Neckar (VRN) und ist ein wichtiger Bahnhof im Kraichgau. Auf dem Gebiet der Stadt Sinsheim existieren außerdem noch die Bahnhöfe Hoffenheim, Sinsheim Museum/Arena, Steinsfurt und der Haltepunkt Reihen.

## Geschichte

### Bis 2008
Eröffnet wurde der Bahnhof 1868 zeitgleich mit dem Streckenabschnitt Meckesheim–Rappenau der Bahnstrecke Neckargemünd–Bad Friedrichshall der Großherzoglich Badischen Staatseisenbahnen, für deren Eröffnungsfeier Sinsheim als Zentrum diente.
Um 1900 wurden die Bahnhofsanlagen im Rahmen des Baus der Bahnstrecke Steinsfurt–Eppingen erweitert. Dabei entstand auch die Unterführung der am westlichen Bahnhofskopf querenden Dührener Straße. Daraufhin gab es im Bahnhof 20 Weichen und acht Kreuzungen oder Kreuzungsweichen.
Ab April 1914 war in Sinsheim ein Kittel-Dampftriebwagen stationiert.
1947 wurde der zweiständige Lokschuppen des Bahnhofs Meckesheim in den Bereich südöstlich der Bahnsteige umgesetzt. Der Seitentrakt wurde hierbei verlängert und das Gleistor auf der Rückseite verschlossen.
Am westlichen Bahnsteigende wurde ein Fußgängersteg über die gesamte Bahnhofsanlage aus Teilen des Steges aus dem alten Kopfbahnhof Heidelberg aufgebaut. Diese etwa drei Meter breite und 45 Meter lange Überführung hatte einen Metallrahmen und als Boden Holzbretter.
Für die Bedienung der örtlichen Gleisanschlüsse wurde die damals neue Köf II 6767 (später 323 837-5) im Juni 1960 in Sinsheim stationiert.
Die Güterabfertigung wurde zum 1.  Januar 1976 aufgelöst.
In den 1980er Jahren begann der Rückbau der Bahnanlagen. 1987 kaufte die Stadt Sinsheim den Lokschuppen und den Bereich der Drehscheibe von der Bundesbahn und stellte ihn dem am 20. November 1980 gegründeten Eisenbahnfreunde Kraichgau e. V. zur Verfügung, die darin ihr Vereinsheim aufbauten. Die zur Drehscheibe führende Anschlussweiche 21 wurde von einer doppelten Kreuzungsweiche zu einer einfachen Weiche getauscht, die sich zuvor in Heidelberg Rbf befand.

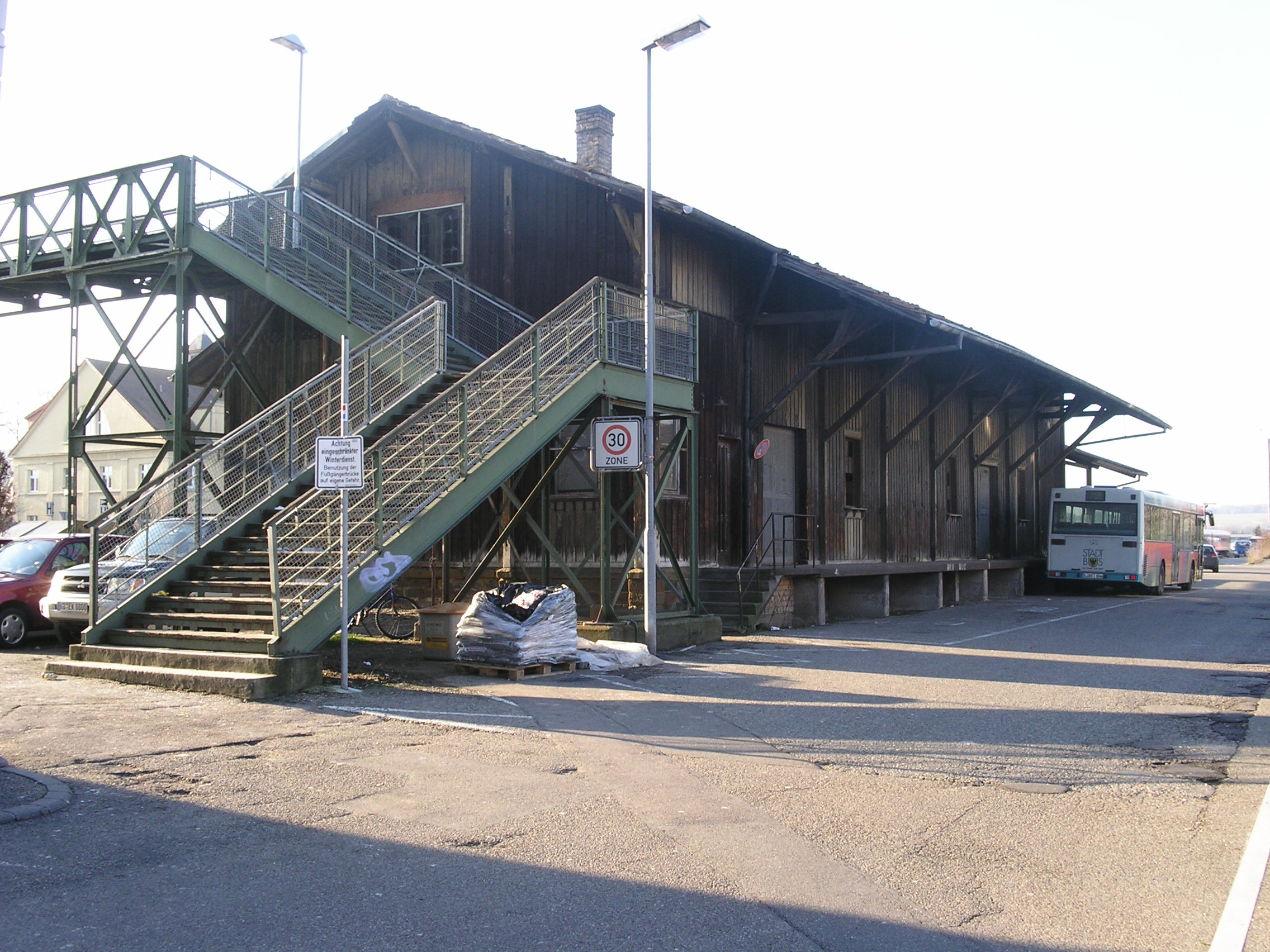
Güterschuppen und Zugang zum alten Fußgängersteg

1995 wurde der Bahnübergang km 10,167 „Schwarzwaldstraße“ östlich der Bahnsteige durch eine Unterführung ersetzt, von der aus über eine Treppe auch der Mittelbahnsteig erreichbar ist. Dabei wurde das Bahnwärterhaus an der nordwestlichen Ecke des Bahnübergangs abgerissen.
2004 wurde der Arbeitsplatz des Fahrdienstleiters aus dem Befehlsstellwerk Sf der Bauart Bruchsal J im Empfangsgebäude in das für den westlichen Bahnhofskopf zuständige Stellwerk 1 verlegt. Der Güterschuppen westlich des Empfangsgebäudes wurde im Jahr 2005 abgerissen.
Im August 2007 wurden die Weichen 7, 8 und 10 im westlichen Vorfeld durch längere ersetzt, und Gleisverbindung von Gleis 1 zum westlichen Teil des damaligen Gleis 9 (heute Gleis 4) entfernt. Hierbei wurden die Ausfahrsignale von kurz vor den Weichen (km 9,746 bzw. 9,809 (Gleis 3)) in die Nähe des östlichen Endes von Gleis 9 (nach km 9,892) versetzt.

### S-Bahn-Zeit

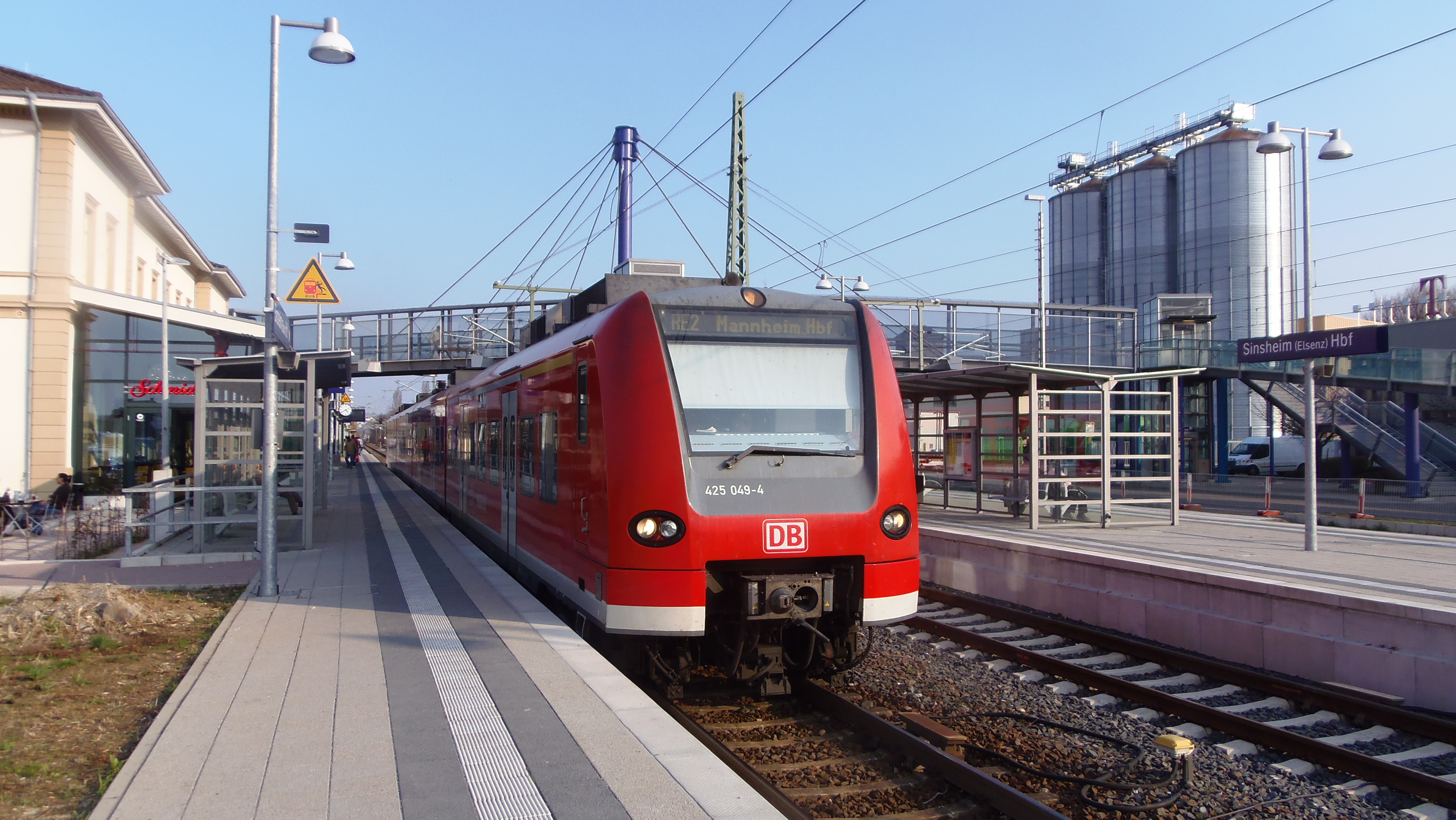
Sinsheim (Elsenz) Hbf mit Triebwagen der Baureihe 425

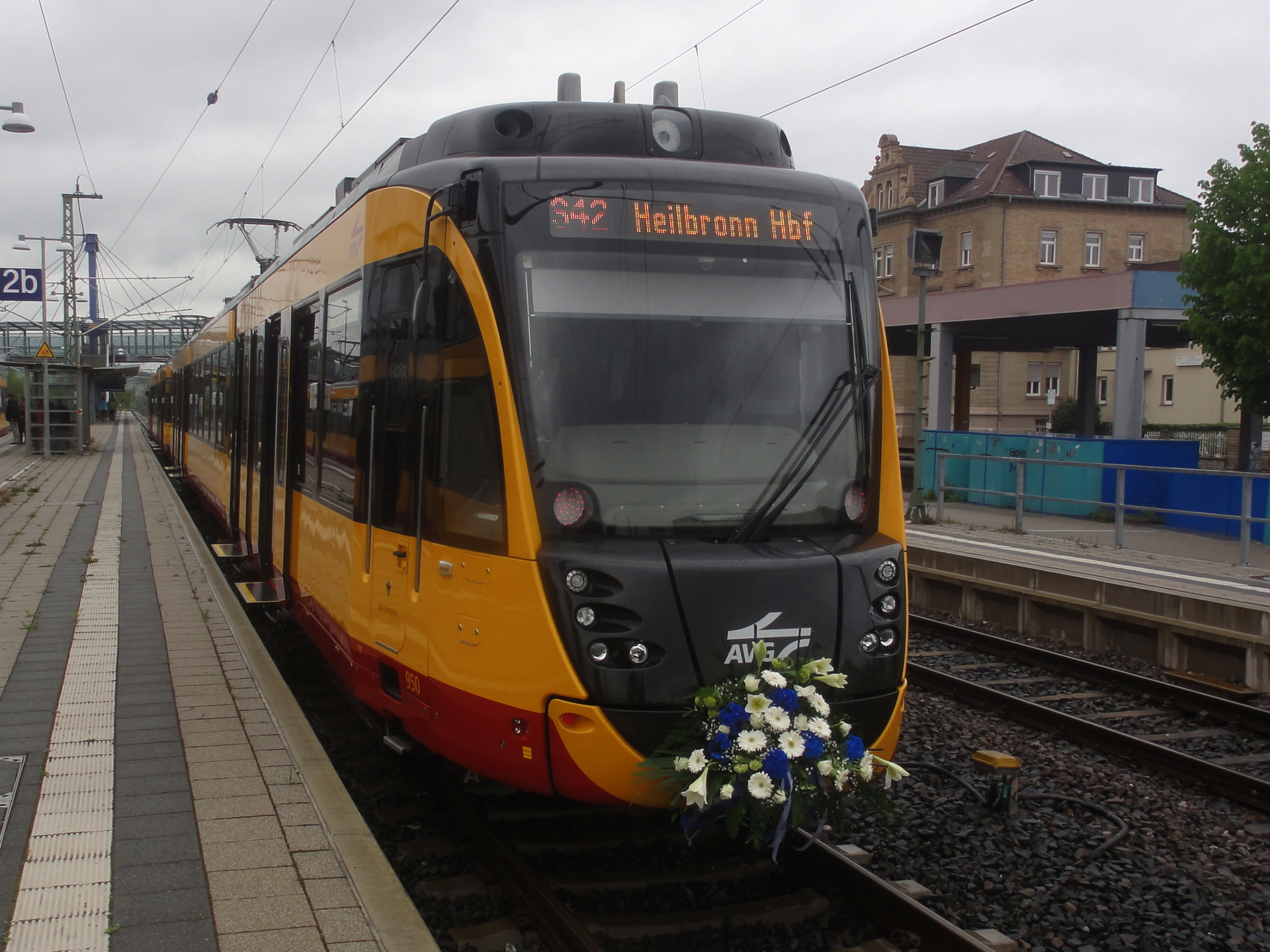
Stadtbahnwagen der AVG bei der Eröffnungsfeier 2015

Von März 2008 bis Ende 2009 wurde im Rahmen des Umbaus der Strecke für die S-Bahn Rhein-Neckar auch der Bahnhof Sinsheim modernisiert.
Am 24. Oktober 2008 wurden die beiden mechanischen Stellwerke außer Betrieb genommen. Über den abgesetzten Stellrechner Sinsheim des Elektronischen Stellwerks Elsenztal werden seit 1. November 2008 die drei Sinsheimer Bahnhöfe vom Fahrdienstleiter Meckesheim 1 (bis inklusive Sinsheim Hbf) bzw. Meckesheim 2 in der Betriebszentrale Karlsruhe gestellt. Der Bahnhof Sinsheim Hbf hat hierbei die Bereichskennzahl 86.
Beim Umbau der Bahnsteige wurde der alte Fußgängersteg durch eine Brücke mit Glaswänden ersetzt, die als Bahnsteigzugang für den Mittelbahnsteig dient und somit auch den Reisendenübergang ersetzt, und an allen drei Abgängen über Aufzüge sowie an den beiden Enden über Rampen zugänglich ist. Die neue Brücke kostete etwa 4,5 Millionen Euro.
Um die für den Treppenabgang und den Personenaufzug Platz zu schaffen, wurde am nördlichen Ende ein Wartebereich westlich des Pausenraums des Busbahnhofs sowie ein Kiosk westlich von diesem abgerissen. Für die Rampe mit einer Neigung von 10 %, die den Bahnsteig 1 im Bereich der Wand des Busbahnhofs erreicht, wurde der zentrale Busfahrplanaushang westlich der damaligen öffentlichen Toilette am südwestlichen Ausgang des Busbahnhofs entfernt.
Am südlichen Ende wurde die Jahnstraße so nah an die Gleise verschwenkt, dass während der Bauzeit die alte Überführung unmittelbar an die Fahrbahn grenzte. Die Überführung ist nicht eben, wodurch die lichte Höhe bei der Fahrbahn nur noch 4,50 m beträgt. Die Zugänge zur Überführung befinden sich nun auf der südlichen Straßenseite zwischen Fahrbahn und Gehweg. Die Rampe quert zwei Meter westlich des Treppenendes eine zehn Meter breite Grundstückszufahrt, in deren Bereich sie nur 5 % steil ist, wodurch eine lichte Höhe von 2,70 m eingehalten wird.
Für die Überführung und die von ihr abgehende Treppe zum Mittelbahnsteig wurde das dortige Bahnsteigdach um zwanzig Meter verkürzt, womit es statt etwa in km 10,004 nun etwa in km 10,024 beginnt. Um die erforderliche Breite zu erreichen, wurde der Inselbahnsteig auf den westlichen etwa 140 Metern um etwa eineinhalb Meter verbreitert. Hierfür wurde das Gleis 3 verschwenkt, ebenso das danebenliegende Gleis 6, das zu Gleis 5 (östlich der Weiche 21) und 15 (westlich der Weiche 21) umbenannt werden sollte. Hierfür hätte die Anschlussweiche zu den Eisenbahnfreunden Kraichgau aus der alten Gleislage etwa zehn Meter weiter wieder eingebaut werden sollen. Durch ein Missverständnis des Bauunternehmens wurde die Weiche jedoch zerlegt. Da eine neue Weiche mit hohen Kosten verbunden gewesen wäre und der Verein sich bereits 2007 entschieden hatte, den eigenen Fahrbetrieb aufzugeben, gaben die Eisenbahnfreunde Kraichgau den Gleisanschluss daraufhin auf.
2009 begann die Stadt Sinsheim, das Areal im Bereich des Empfangsgebäudes zu sanieren. Der Parkplatz im Bereich des früheren Güterbahnhofs wurde asphaltiert bzw. gepflastert und zu einem offiziellen Parken-und-Reisen-Parkplatz. Die Fußgängerzone in der Innenstadt wurde um 70 m Richtung Bahnhof erweitert.
Am 13. Juni 2011 gingen „richtige“ Zugzielanzeiger (statt Dynamischer Schriftanzeiger) in Betrieb.

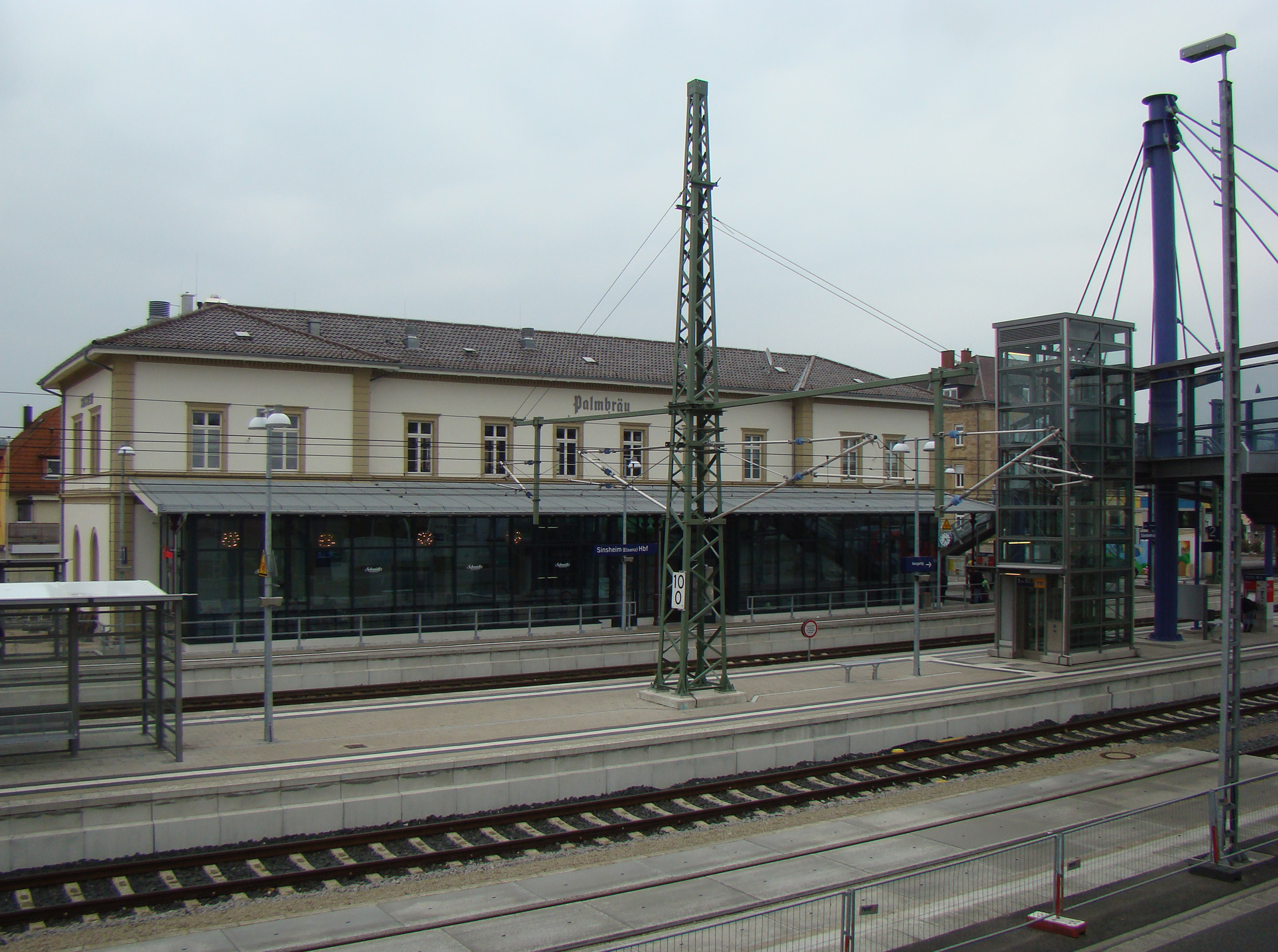
Südseite des modernisierten Empfangsgebäudes mit Gleisanlagen

Bis 2011 wurde das Empfangsgebäude von der Eppinger Brauerei Palmbräu renoviert und bahnsteigseitig mit einem Wintergartenanbau versehen. Am 27. Juli 2011 wurde das Restaurant eröffnet. Am 13. Dezember 2015 erhielt das Empfangsgebäude wieder eine aus Richtung Innenstadt sichtbare Uhr als Ersatz für die beim Verkauf entfernte.
Ein Umbau des Busbahnhofs ist bereits seit etwa einem Jahrzehnt vorgesehen.

## Empfangsgebäude

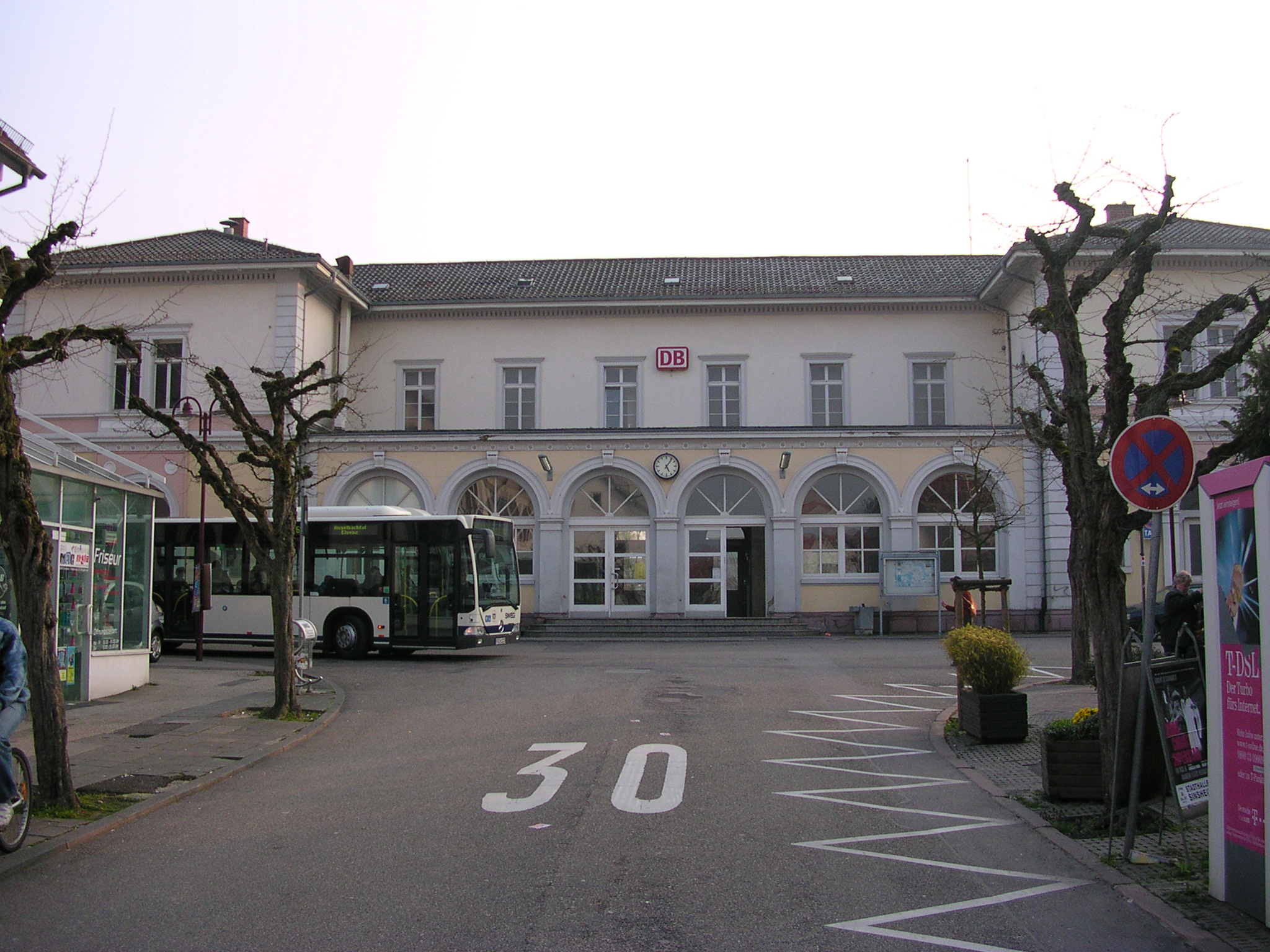
Empfangsgebäude vor dem Verkauf aus der Innenstadt gesehen

Das Bahnhofsgebäude wurde 1867 bis 1868 mit dem Bau der Strecke errichtet. Es wurde im Weinbrenner-Stil von einem Schüler des Architekten Friedrich Weinbrenner entworfen. Das Gebäude mit Erd-, Ober- und Dachgeschoss ist in die Liste der Kulturdenkmäler Baden-Württembergs eingetragen. Es hat die Hausnummer Friedrichstraße 25.
Das Empfangsgebäude mit dem weitgehend symmetrischen Grundriss steht mittig zur Achse der Bahnhofstraße an deren südlichem Ende. Die Bahnsteigseite bildet die Südseite des Bauwerks. Östlich des Empfangsgebäudes liegt der Busbahnhof.
Seit dem Umbau im Jahr 2011 befinden sich im Empfangsgebäude in der östlichen Hälfte ein Kiosk und eine Bäckerei (später Dönerimbiss), am Durchgang in der Mitte ein Reisezentrum von DB Vertrieb und im westlichen Teil sowie im Obergeschoss ein Restaurant.

## Bahnanlagen

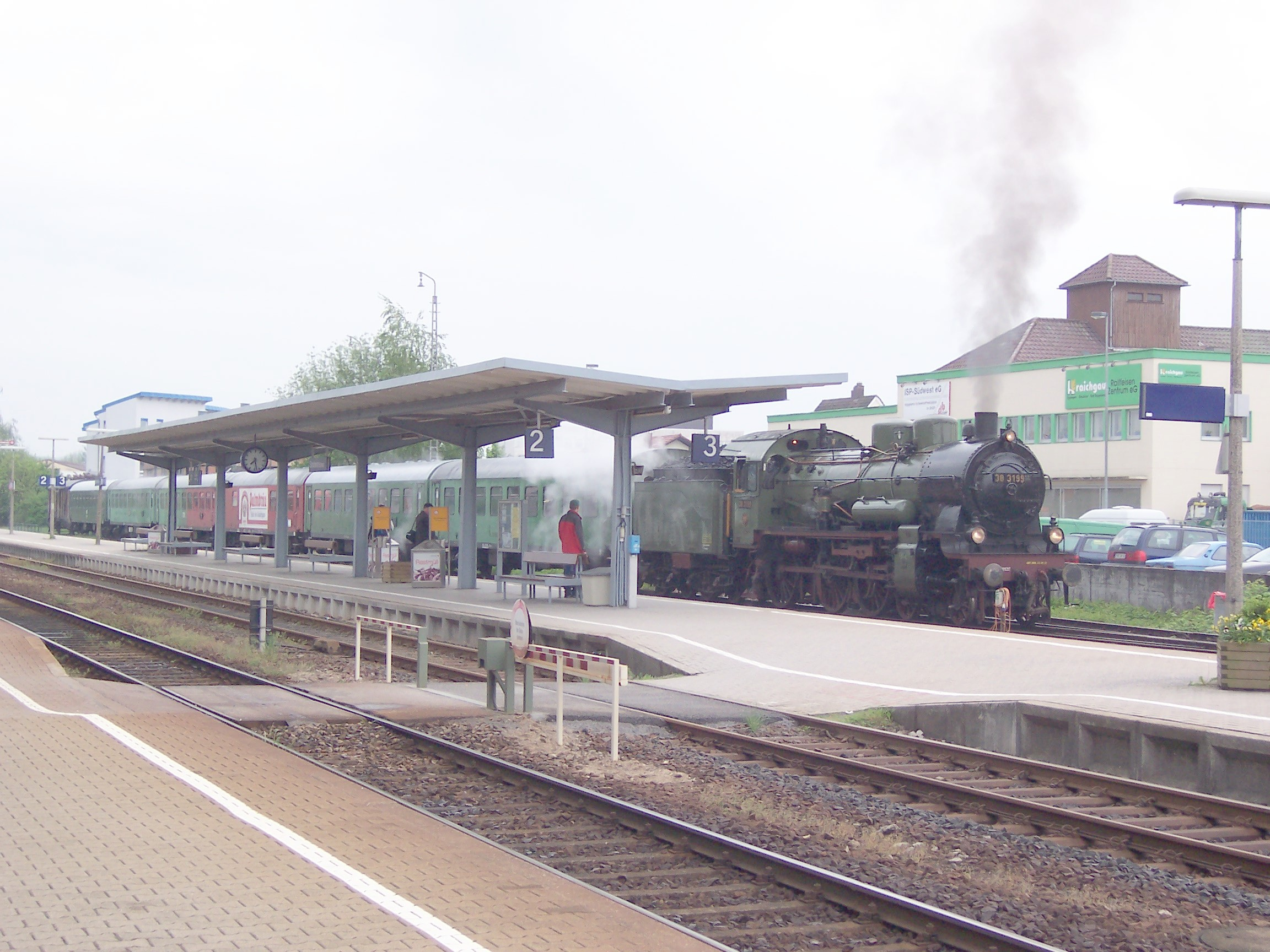
Der inzwischen abgerissene Reisendenübergang

Der Bahnhof besitzt drei Hauptgleise. Gleis 1 liegt am Hausbahnsteig, die Gleise 2 und 3 an einem Mittelbahnsteig, der bis zum Umbau mittels eines Reisendenübergangs an der Mitte des Empfangsgebäudes erreichbar war, der mit einer elektrisch angetriebenen, manuell bedienten Schiebeschranke gesichert wurde. Neben Gleis 3 befindet sich das Richtung Heilbronn als Stumpfgleis ausgeführte Nebengleis 5, im nordwestlichen Bereich des Bahnhofs Sinsheim liegt mit Gleis 4 ein weiteres Abstellgleis am P+R-Parkplatz, welches ebenfalls als Stumpfgleis ausgeführt ist.

Südlich der Gleisanlagen befindet sich eine Drehscheibe samt Lokschuppen aus Holzfachwerk.

## Verkehr
In Sinsheim verkehren die Regionalexpresslinie 10b von Mannheim nach Heilbronn, die Linie S 5 der S-Bahn RheinNeckar von Heidelberg nach Eppingen und die hier endende Linie S 42 der Stadtbahn Heilbronn.
Der Hauptbahnhof ist über den davorliegenden Busbahnhof an die Buslinien des Stadtbus Sinsheim und die Linien in die Brunnenregion angebunden. Außerdem fahren zu Heimspielen des Fußballvereins TSG 1899 Hoffenheim Shuttlebusse zum Fußballstadion Rhein-Neckar-Arena.